# Dave Cox
Dave Cox (20 de fevereiro de 1938 - 13 de julho de 2010) foi um político norte-americano. Republicano, ele serviu como senador do Estado da Califórnia, representando o distrito de 1 de dezembro de 2004 até sua morte em julho de 2010, e serviu também como um deputado do Estado da Califórnia durante os seis anos imediatamente antes de sua posse no Senado.